# Хайлюля (река)
Хайлюля — река на северо-востоке полуострова Камчатка.
Длина реки — 112 км. Площадь бассейна — 2220 км². Протекает по территории Карагинского района Камчатского края России.
Впадает в Укинскую губу пролива Литке.
Гидроним имеет корякское происхождение, однако его точное значение не установлено.
По данным государственного водного реестра России относится к Анадыро-Колымскому бассейновому округу.